# Judith Barrett
Judith Barrett właś. Lucille Kelley (ur. 2 lutego 1909 w Arlington, zm. 10 marca 2000 w Palm Desert) – amerykańska aktorka filmowa.

## Wybrana filmografia
- 1929: Dynamit jako towarzyska dziewczyna
- 1931: Cimarron jako Donna Cravat
- 1938: Wytworny świat jako modelka (niewymieniona w czołówce)
- 1939: I’m from Missouri jako Lola Pike
- 1939: Droga do Singapuru jako Gloria Wycott